# إس إم أر تي كوربوريشن
شركة إس إم أر تي هي شركة نقل عام متعددة الوسائط في سنغافورة وتقوم بتشغيل خدمات الحافلات والسكك الحديدية . وهي شركة تابعة لشركة تيماسيك القابضة التابعة لحكومة سنغافورة ، وقد تم تأسيسها في 6 أغسطس 1987 وتم إدراجها في بورصة سنغافورة من 26 يوليو 2000 حتى 31 أكتوبر 2016. إنها واحدة من اثنين من المشغلين الرئيسيين لخدمات السكك الحديدية في سنغافورة إلى جانب ترانزيت اس بي اس .
إلى جانب النقل العام، تشارك شركة إس إم أر تي في تأجير المساحات الإعلانية والتجارية ضمن شبكة النقل التي تديرها، وكذلك في المشاركة في خدمات التشغيل والصيانة وإدارة المشاريع والاستشارات الهندسية في سنغافورة وخارجها. كما أنها تدير خدمات نقل أخرى ضمن شركتها الفرعية ستراديز.

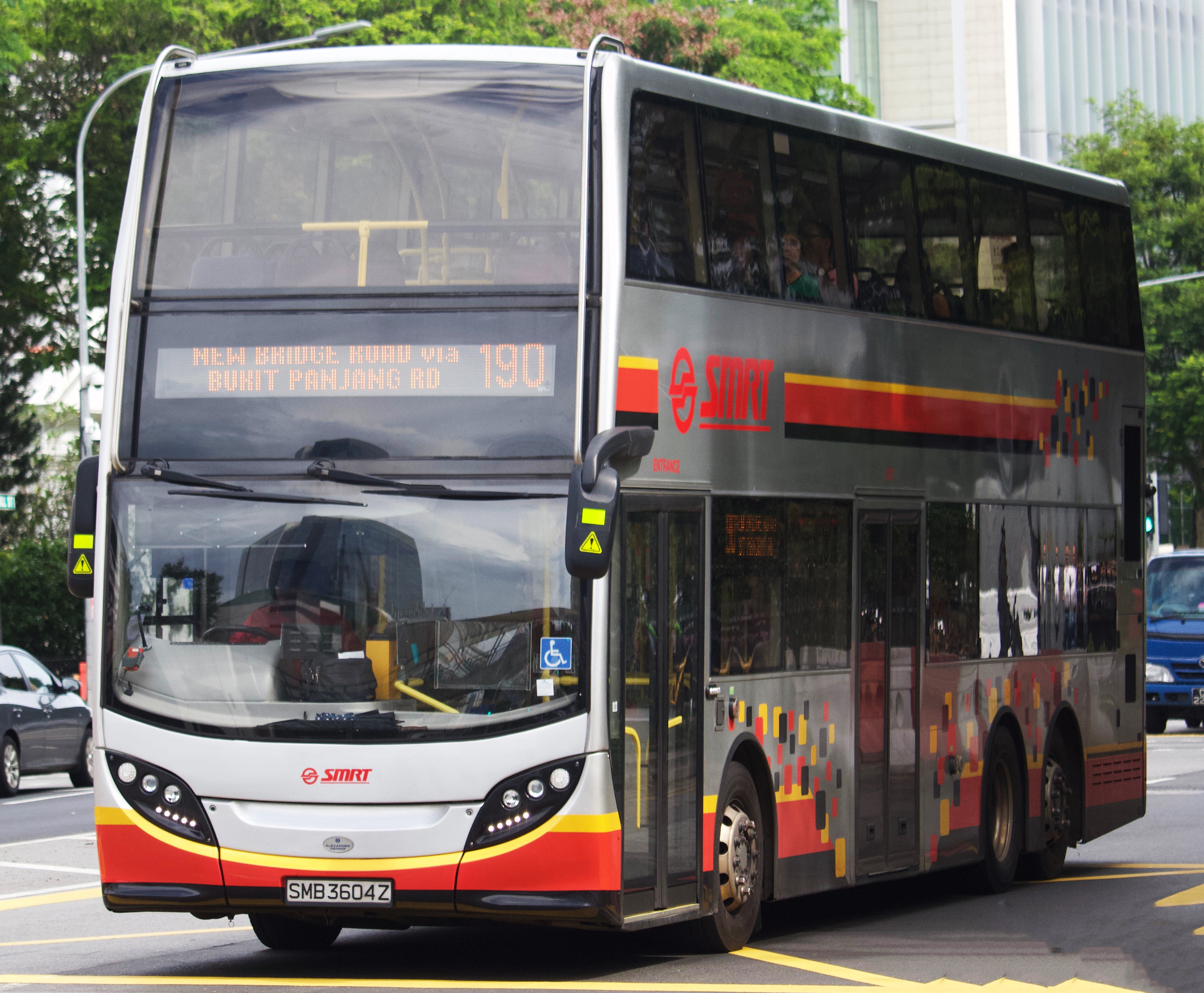
حافلات إس إم أر تي ألكسندر دينيس إنفيرو500

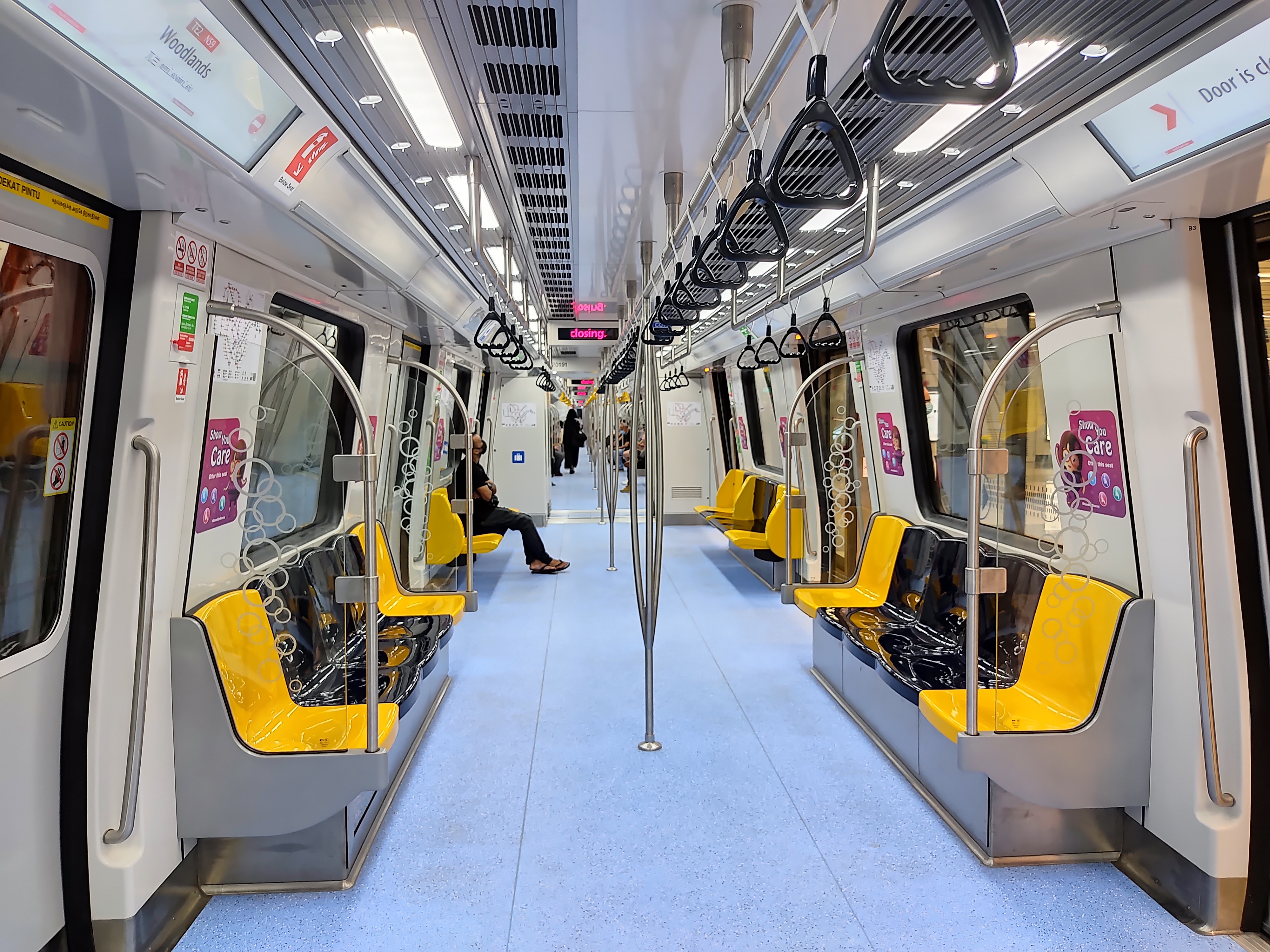
قطارات إس إم أر تي قطار T251

افتتاح المراحل المختلفة (1987-1990)

## عمليات
يتمثل العمل الأساسي لشركة إس إم أر تي في توفير خدمات النقل العام في سنغافورة، مع عمليات فيما يلي (اعتبارًا من عام 2015):
- حافلات إس إم أر تي – أسطول يصل إلى 1200 حافلة، يخدم غالبية المناطق السكنية في شمال وشمال غرب سنغافورة. [3]
- قطارات إس إم أر تي 119 محطة على طول خطوط الشمال والجنوب والشرق والغرب والدائرة وخط طومسون-الساحل الشرقي لشبكة مترو الأنفاق . [4] تعمل أيضًا 13 محطة على طول خط بوكيت بانجانج LRT . [5] [6]